# Fernand Siméon
Fernand Siméon, né à Paris le 22 avril 1884, mort à Paris le 2 mai 1928, est un peintre, graveur et illustrateur français.

## Biographie
Élève de l’École des arts décoratifs, il pratique la peinture et l'eau forte. C'est Auguste Lepère qui l'initie à la gravure sur bois. Il fournit un modèle de tapisserie d'Aubusson tissé en 1923.
Il collabore à l'Imagier (1914-1925) de la Société de la gravure sur bois originale.

## Œuvres
- Marguerite d'Anatole France, Éditions Coq, 1920
- Merveilleuse Histoire de Pierre Schlémilh, ou l'Homme qui a perdu son ombre d'A. de Chamisso, préface de Pierre Mac Orlan, vignettes en deux tons, Éditions de la Banderole, Paris, 1920
- Le Portrait de Dorian Gray d'Oscar Wilde, Éditions Mornay, 1920
- La Révolte des anges d’Anatole France, Les Beaux Livres, Mornay, 1921
- Le livre de mon ami d'Anatole France, réédition chez Georges Crès, Paris, 1921
- Le Bourgeois Gentilhomme de Molière, Éditions René Kieffer, 1922
- Mademoiselle de Maupin de Théophile Gautier, Georges Crès éditeur, 1922
- Le Neveu de Rameau de Diderot, Éditions Meynial, 1922
- Candide ou l'Optimisme de Voltaire, et Candide et les Hommes de 1918 par Pierre Mac-Orlan, Éditions Meynial, 1922
- Modes et manières d'aujourd'hui, Éditions Meunial, 1922
- Contes du Lundi d'Alphonse Daudet, Éditions Jonquières, 1922
- Le Crime de Sylvestre Bonnard d'Anatole France, Paris, Mornay, 1923
- Un Cœur virginal de Rémy de Gourmont, Éditions Jonquières, 1923
- Les Aventures du roi Pausole de Pierre Louÿs, Paris, Crès, 1923
- La fête foraine, tapisserie d'Aubusson tissée par l'atelier de tissage de l'École nationale d'art décoratif d'Aubusson, 1923 (œuvre exposée lors de l'Exposition Internationale des Arts Décoratifs de 1925 à Paris)
- Les Désirs de Jean Servien d'Anatole France, Éditions Le Livre, 1924
- Nouvelles Histoires extraordinaires d'Edgar Poe - traduction de Baudelaire -, Éditions Helleu et Sergent, 1924
- L'Abbé Jules d'Octave Mirbeau, Paris, Mornay, 1925
- Lettres à Mélissandre pour son éducation philosophique de Julien Benda, Éditions Le Livre, 1925
- Volupté de Sainte-Beuve, Éditions Jonquières, 1925
- Cœur double de Marcel Schwob, bois en deux couleurs, Les beaux romans, Henri Jonquières, 1925
- Présence de Suarès, Éditions Mornay, 1925
- Mon oncle Benjamin de Claude Tillier, Éditions Helleu et Sergent, 1926
- Sébastien Roch d'Octave Mirbeau, Éditions Mornay, 1926
- Une Nuit au Luxembourg de Rémy de Gourmont, Éditions Claude Aveline, 1926
- Madame de la Rombière, Grande Dame de Tananarive de Pierre Camo, Société Anonyme de Bibliophilie et d'Art, 1927
- Les Confidences d'une aïeule d'Albert Hermant, Les Arts et le Livre, 1927
- Le Magasin d'auréoles d'Hugues Rebell, Éditions Léon Pichon, 1927
- La Belle Carolina de Jean-Louis Talon, Éditions Les Marges, 1927
- Jean-des-Figues de Paul Arène, Éditions Siméon, 1927
- Supplément à De l'Amour de Stendhal par Abel Bonnard, Éditions du Trianon, 1928
- Promenade au Pays des Déesses de Bricon, Éditions Servant, 1928
- Un Désir frustré mime l'amour d'Henry de Montherlant, Éditions Lapina, 1928
- La Chèvre d'or de Paul Arène, Paris, Manuel Bruker, 1929, achevé par Constant Le Breton